# Begrepp i Sagan om Drakens återkomst
Den här artikeln behandlar begrepp och terminologi i fantasybokserien Sagan om Drakens återkomst av Robert Jordan.

## Tidens hjul
Tidens hjul (på engelska the Wheel of Time, vilket även är bokseriens originaltitel), är det som får tiden att fortsätta gå och symboliserar en cyklisk tidsuppfattning, där tidevarv, åldrar, går och återkommer kontinuerligt.

## Kraften
Kraften (engelska the One Power), är kraften som får Tidens hjul att fortsätta snurra. Den kommer från urkällan och är uppdelad i en manlig och en kvinnlig del (saidin och saidar). Vissa människor kan använda, leda, kraften.

### Saidin och saidar
Saidin är den manliga delen av kraften, och saidar den kvinnliga. De är fundamentalt olika till sin natur och en man kan aldrig leda saidar och vice versa.

### Angreal, sa'angreal och ter'angreal
En angreal är en sak som gör att en person kan leda mer av kraften än vederbörande vanligtvis skulle kunna. En sa'angreal är som en angreal fast mycket starkare. En ter'angreal har istället en speciell funktion.

## Draken
Draken (engelska the Dragon) är ett annat namn på Lews Therin Telamon, en av dem som orsakade Världsfallet. Profetior säger att Draken ska återfödas och förgöra den Svarte (motsvarande djävulen). Rand al'Thor har själv utropat sig till, och tros allmänt vara, Draken återfödd.

## Raser
I Sagan om Drakens återkomst finns ett antal icke-mänskliga raser.

### Ogier
Ogier (i översättningen av den första boken ogierer) är varelser som älskar kunskap och träd, och är mycket duktiga på arkitektur och att bygga i sten. Trots det skattar de träd högst. De bor på platser som kallas steddingar, och är de borta från steddingen för länge kan de dö. Ogier är ungefär tio fot långa, har breda näsor och munnar och långa öron med tofsar. De lever mycket länge jämfört med människor.

### Aelfinn och Eelfinn
Aelfinn och Eelfinn är två ovanliga icke-mänskliga raser, som lever i en helt annan värld, eller dimension, än den där det mesta av historien utspelar sig. Det går att ta sig till dem genom två speciella ter'angrealer, som liknar dörrar, förutsatt att man inte tar med sig eld, järn eller musikinstrument. Aelfinn har ett svagt människoliknande utseende med ormdrag, och de besvarar frågor. Den som ställer tre frågor får tre sanningsenliga svar, som dock kan vara mycket svårtolkade. Det kan vara farligt att ställa lättsinniga frågor eller frågor om skuggan. Eelfinn påminner om människor med rävliknande drag, och de uppfyller önskningar. Man får alltid det man ber om, men kanske inte på det sätt man trott, och ett pris bör sättas upp innan önskningen, annars finns det risk för att Eelfinn låter önskaren betala med sitt liv. Dörren till Eelfinn förstördes när Moiraine och Lanfear stred mot varann och båda trillade in genom ter'angrealen. Ett annat sätt att komma till Aelfinns och Eelfinns värld tros vara via Ghenjeis torn, som inte har några dörrar.
I Sagan om Drakens återkomsts universum finns ett spel för barn som heter "ormar och rävar". Barn tröttnar alltid på spelet efter att de nått en viss ålder, då de klurar ut att det inte går att vinna utan att fuska. Troligtvis har detta något att göra med hur man överlistar Aelfinn och Eelfinn.
I senaste boken får Mat Cauthon reda på att Moiraine är fånge hos Aelfinn och Eelfinn. Tillsammans med Thom Merrilin ska han försöka få ut henne därifrån genom Ghenjeis torn.

### Skuggyngel
Skuggyngel är varelser som skapats av den Svarte eller någon av hans underlydande för att hjälpa skuggan.

#### Trollocker
Trollocker (engelska trolloc) skapades redan under Sagornas ålder av den förlorade Aginor med genetiska metoder. Anatomin är ytterst godtyckligt komponerad ifrån olika djur. Trollocker fyller ungefär samma funktion som orcherna i Sagan om ringen, men till skillnad från Tolkiens väsen är trollockerna oerhört stora, uppemot tio fot, och har väldigt heterogent utseende.

#### Myrddraal
Myrddraal är barn till trollocker där människogenerna slagit igenom. De är långa och bleka och påminner om människor men har inga ögon. De är smartare än trollocker och används som ledare för trollockarméer. De kan förflytta sig genom att gå genom skuggor och om de "ser" på en med sin ögonlösa blick blir de flesta förstelnade av fasa.

#### Mörkhundar
Mörkhundar (engelska darkhounds) har storleken av en liten häst och påminner vagt om hundar. Deras saliv är giftig och kan döda en människa bara genom att vidröra huden.

#### Grå män
Grå män, även kallade "De själlösa", är människor som avsagt sig sina själar för att tjäna som lönnmördare åt den Svarte. De är inte längre levande men inte heller helt döda. Man kan se rakt på en grå man utan att lägga märke till honom/henne. De har ett väldigt alldagligt utseende. Både män och kvinnor kan bli grå män.

#### Draghkar
Draghkarer är flygande varelser vars främsta förmåga är att "sjunga" sitt offer till ett hypnotiserat tillstånd för att sedan utdela en "kyss" som suger ut både själen och livet ur offret.

#### Gholam
En gholam kan genom sin styrka döda genom att slita sönder eller bryta nacken av sitt offer. Gholamer ser ut som människor. De kan inte skadas annat än med en ter'angreal som tillhör Mat Cauthon.

### Seanchanska djur

#### Grolm
Grolmer är ett padd-liknande djur som har en näbb till mun och tre ögon.
De finns på andra sidan Aryth havet och tjänar som riddjur till Seanchans evigt segerrika här.

## Grupperingar och samhällen

### Aes Sedai
Se Aes Sedai.

#### Väktare
På engelska Warder. En Aes Sedai kan genom en speciell väv binda en annan människa till sig som väktare. De båda känner då på ett ungefär var den andre är, vilket känslotillstånd den befinner sig i eller om den är skadad. En väktare får även ett litet längre liv, kan överleva värre skador än tidigare och kan dra kraft från Aes Sedaien i nödsituationer. En väktare tjänar oftast som livvakt till Aes Sedaien, men till exempel de gröna Aes Sedaierna gifter sig ibland med sina väktare. Om en väktare dör brukar det ta hårt på Aes Sedaien som ofta kräver lång tid att återhämta sig. Om Aes Sedaien dör däremot tar det ännu hårdare på väktaren, vilket brukar beskrivas som om han vet att han är död men ändå lever. Av tradition brukar det behövas mannens godkännande för att bandet ska genomföras, men det behövs egentligen inte. Dock brukar ett sådant påtvingat band liknas vid när en man våldför sig på en kvinna.

### Aiel
Aielfolket bor i Aielöknen, ett ofruktbart, trädlöst område öster om Världsryggen. Själva kallar de öknen ”det trefaldiga landet”. De är vanligtvis ljushyade, dock mycket solbrända, med rött eller blont hår och blå eller gröna ögon. De är dödliga krigare och följer ett system av heder och plikt som kallas ji’e’toh. Aiel är ättlingar till Da'shain Aiel, de som följde Lövets väg, och alltså släkt med Tuatha’an. Endast Aielklanernas hövdingar och deras Visa vet att de kallar sig själva ”Drakens folk”.
Aiel påminner om fremennerna i Frank Herberts science fiction-serie om Dune.

#### Ji’e’toh
Ji’e’toh är ett system av ära och vanära som aielfolket följer. Ji’e’toh finns med i beräkningen i allt en Aiel gör, från krig till giftermål. Termen kommer från det gamla språket och betyder ungefär "heder och plikt". Aiel utvecklade ji’e’toh för att de behövde ett strikt system för att kunna överleva i den ogästvänliga öknen. 
Ji är heder, och toh är plikt. Mest ji får man om man i strid lyckas vidröra, men inte döda, en fiende. Den som vidrörs får toh, och blir vanligtvis gai’shain, vilket innebär att man måste tjäna sin tillfångatagare i ett år och en dag. Under den tiden får man inte röra vid vapen eller delta i strid, och man måste alltid bära vitt. Visa, smeder, gravida och barn under tio år kan inte bli gai’shain. 
Minst ji får man om man dödar en fiende, eftersom det anses lätt.
Toh kan gottgöras på många olika sätt, från att tjäna den man har toh till, till att bli förnedrad eller slagen.

### Amayar
Amayar var ett ljushyat folk som levde på Tremalking och öarna däromkring. De var bönder, jobbade i hamnarna och gjorde vackert glas och porslin. De följde ”Vattnets Väg” (en variant av ”Lövets Väg”), och de brydde sig inte mycket om världen bortom sina egna öar. Alla Amayar – kvinnor, män och barn - begick massjälvmord när sa'angrealen på Tremalking förstördes i samband med renandet av saidin. Enligt deras profetior, som såg världen som en illusion, innebar detta ”illusionernas slut”.

### Atha’an Miere
Atha’an Miere, även kallade havsfolket, har sitt land på öar söder om västländerna. De tillbringar dock nästan all sin tid på sina skepp, de bästa i världen. De började bo på sina skepp under Världsfallet, vilket var vad som räddade dem från att gå under när världen slets sönder runt omkring dem. Atha'an Miere är kända för att vara hemlighetsfulla och förakta dem som lever på land. Atha’an Miere är uppdelade i massor av klaner, stora som små, och alla leds av en vågfru som står över alla segelfruarna som är kaptener över klanens skepp. Skeppsfrun över Atha’an Miere styr över alla. Klingornas Herre, oftast gift med Skeppsfrun, ansvarar över Havsfolkets försvar och handel, och under honom lyder vågfruarnas svärdsherrar och segelfruarnas fraktherrar.

### Asha’man
Motsvarande manliga Aes Sedaier ledda och utbildade av Rand al'Thor, även känd som Draken återfödd. Namnet Asha'man betyder sanningsväktare på det gamla språket.

### Ljusets söner
Ljusets söner (engelska Children of the Light), även kallade Vitrockarna (engelska Whitecloaks), är religiösa fanatiker. De skyller Världsfallet på Aes Sedaierna och tror att Kraften kommer från den Svarte. Till följd av detta är enligt dem alla Aes Sedaier, och alla som har med Aes Sedaier att göra, mörkvänner. 
Det finns stora likheter mellan Ljusets söner och den medeltida Tempelherreorden.

### Fränderna
Ett förbund av kvinnor som kan leda kraften och agerar som "röda bälten" som helar sjuka och skadade.
De är för det mesta rymlingar från Vita Tornet eller de som har blivit utslängda från Vita Tornet efter att ha misslyckats på testet till Antagen eller Aes Sedai. Det finns troligen även ett fåtal vildbrukare i Fränderna. Till följd av detta ligger de lågt och är rädda för Aes Sedaier. De tror att vilken Aes Sedai som helst skulle tillfångata dem och ta dem tillbaka till Vita Tornet för att bli straffade ifall de blir upptäckta.

### Mörkvänner
Mörkvänner (engelska Darkfriends, Friends of the Dark), är vanliga människor som i hemlighet stödjer den Svarte, som de kallar "Mörkrets Herre". Mörkvänner behöver inte vara svåra att besegra i strid, men de är allestädes närvarande, kan finnas var som helst.Mörkvännerna tror att de, när Skuggan segrar, ska bli belönade med stor makt och evigt liv. Bland framträdande mörkvänner hittas vitrocken Jaichim Carridin, medlemmarna av Svarta Ajah, den före detta gårdfarihandlaren Padan Fain och de Förlorade.

### Röda Handen
Röda Handen (Shen an Calhar på det gamla språket) är en armé uppkallad efter en legendomspunnen militär sammanslutning av hjältar från forntiden. Arméns härförare är Mat Cauthon.

### Seanchan
Seanchan är det folk som i rakt nedstigande led härstammar från de härar som Athur Hökvinge skickade till ”Världens Ände”.

#### Damane och sul’damer
Damane är kvinnor som kan leda Kraften men som är bundna med en ter'angreal som tillåter andra kvinnor, sul'damer, att leda genom dem. Sul'damer är i själva verket också kvinnor med potential att lära sig leda kraften, men till skillnad från damanerna kan denna förmåga undvikas att utvecklas om de inte blir utbildade om kraften, vilket förklarar varför sul'damerna själva oftast inte är medvetna om detta.

### Tuatha’an
Även kallade Det farande folket eller knåpare. Ett folk som reser runt i vagnar och söker efter sången; vad det är eller om det faktiskt är en sång är oklart. De klär sig i mycket starka färger och följer Lövets Väg.

#### Lövets Väg
Att följa Lövets väg innebär att man aldrig slåss, inte ens i självförsvar. Det mest kända folkslag som följer denna är Tuatha'an, men även Aielfolket följde Lövets väg för länge sedan.

## Drömgångare
Innan Egwene al'Vere kom till tornet hade det inte funnits en enda drömgångare i tornet på minst 500 år. Men förutom Egwene al'Vere finns det ett fåtal Visa i Aielöknen som har drömgångarens gåva. Med förmågan kan man kommunicera med personer som befinner sig flera hundra mil bort, drömma sann drömmar.  

## Tala med vargar
Denna förmåga är en som innehavs av endast ett fåtal människor i Sagan om Drakens Återkomst.
Perrin Aybara, Elyas Machera och ett fåtal andra som inte klarar av att motstå frestelsen att bli en varg helt och hållet, men dock bara mentalt.
Förmågan syns genom att innehavarens ögon lyser gult, eller mer likt guld.
De får överkänsliga sinnen såsom förhöjd lukt med förmågan att lukta till sig olika känslor och förmågan att se i mörker.

## Daes Dae'mar
Daes Dae'mar, även kallat Husens Spel, syftar på den politiska och sociala manipulation som ädlingarna i olika nationer sysslar med för att vinna status och rikedom, eller för att störta andra i fördärvet. Husens spel är störst i Cairhien, där de skenbart mest obetydliga handlingar kan få folk att spekulera i oändlighet om vilka motiven kan vara. Till och med tjänarna i Cairhien spelar sin egen variant av Daes Dae'mar. I Gränslanden, däremot, är spelet ovanligt, då invånarna där bryr sig mer om Stora Fördärvs hotande faror än om individuell makt, status och förmögenhet.
En av de i vår tid duktigaste spelarna av Daes Dae'mar är Thom Merrilin, som lärde sig det vid hovet i Caemlyn. Han har använt sig av sina färdigheter för att hjälpa Rand al'Thor mer än en gång, först i Cairhien när Rand jagade Valeres Horn, därefter i Tear. Där hjälpte han till att hålla Tears furstar i tillräcklig obalans för att de skulle lämna Rand i fred efter att han utropat sig till Draken återfödd.

## De Förlorade/Utvalda
Det var under Sagornas Ålder som 13 av de mäktigaste Aes Sedaierna av olika anledningar svor att tjäna Den Svarte. De kallas i allmänt för De Förlorade men kallar sig själva för de Utvalda.
De Förlorade fångades i den Svartes fängelse när Lews Therin Telamon och de Hundrades Brödraskap slöt hålet som hade borrats upp, men de fångades nära ytan och med tiden som sigillen försvagas så har de släppts lösa i världen.